# Bundesautobahn 103

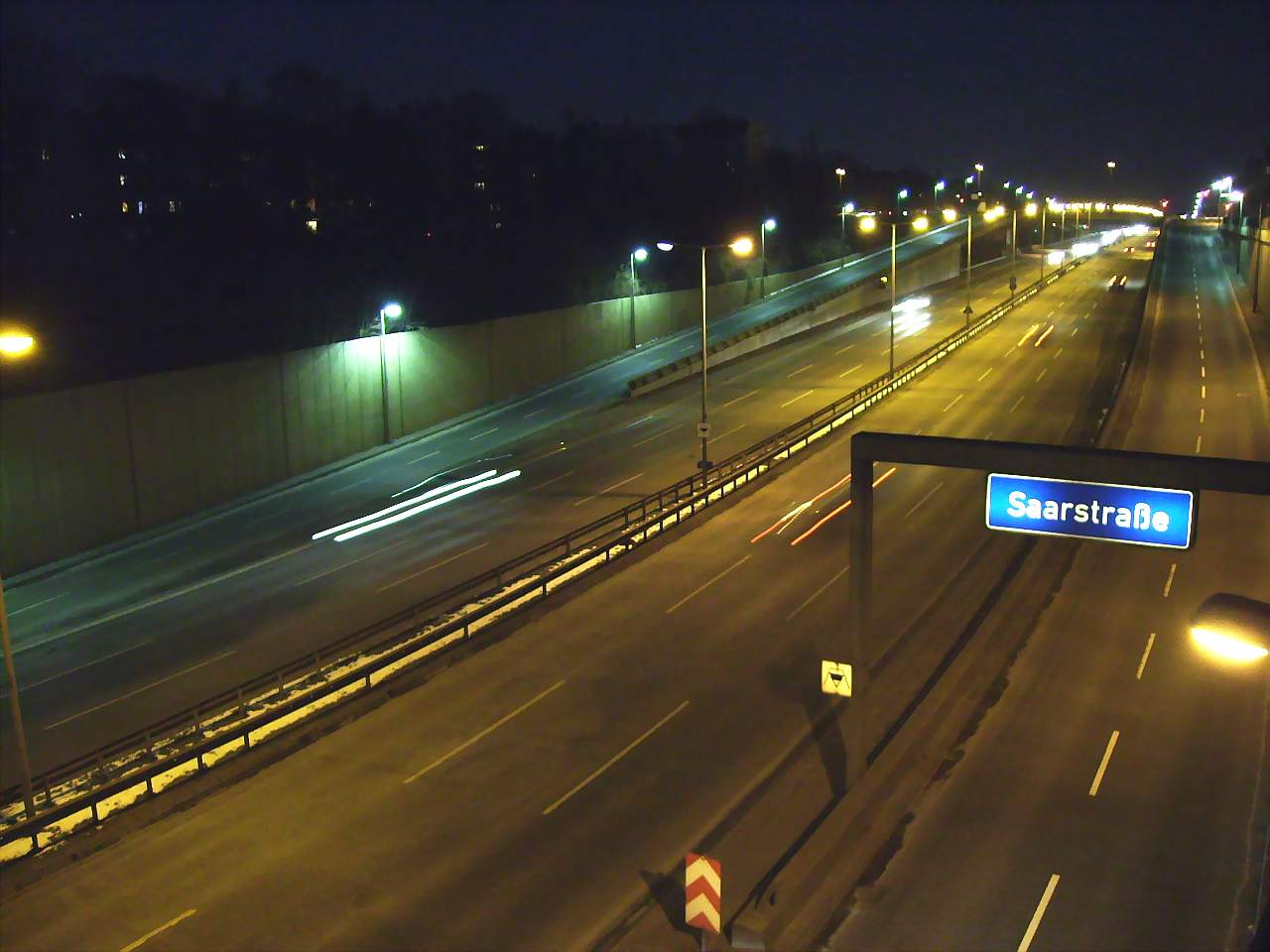

Bundesautobahn 103 (em português: Auto-estrada Federal 103) ou A 103, é uma auto-estrada na Alemanha.
A Bundesautobahn 103 tem Berlin km de comprimento.

## Estados
Estados percorridos por esta auto-estrada: